# Rajkai Kálmán
Rajkai Kálmán László (Budapest, 1951. április 2. –) magyar biológus, talajkutató, a Magyar Tudományos Akadémia rendes tagja.

## Élete
Édesapja villamosmérnök volt. A Fürst Sándor Gimnázium biológia-kémia szakán érettségizett, majd 1974-ben az Eötvös Loránd Tudományegyetemen szerzett biológus oklevelet. Szakdolgozatának témája a Szilas-patak réti növénytársulásainak florisztikai és talajtani leírása, témavezetője Jeanplong József volt. Az MTA Talajtani és Agrokémiai Kutatóintézetének Izotóp Osztályán kezdett dolgozni, majd 1976-ban Várallyay György meghívására a Talajtani Osztály munkatársa lett.
1978-ban védte meg egyetemi doktori értekezését, mellyel elnyerte az MTA Ifjúsági Díját. Ugyanezt a díjat 1984-ben ismét elnyerte A talaj kapilláris vízvezető képességének számítása a pF-görbe alapján című pályamunkájával. 1985-ben a biológiai tudomány kandidátusa, 2004-ben pedig az MTA doktora lett. 2016-ban az MTA levelező, 2022-ben rendes tagjává választották.
Jelenleg az Agrártudományi Kutatóközpont Talajtani és Agrokémiai Intézet Talajfizikai és Vízgazdálkodási Osztályának osztályvezetője és tudományos tanácsadója, a Debreceni Egyetem magántanára. Tagja az MTA Talajtani, Vízgazdálkodási és Növénytermesztési Bizottságának, tiszteletbeli elnöke a Magyar Talajtani Társaság Talajfizikai Szakosztályának, és főszerkesztője az Agrokémia és Talajtan folyóiratnak.
Szakterülete a talajtan, a talajfizika és a vízgazdálkodás, kutatási területei közé tartoznak az agrártermelés környezeti hatásai és az aktív gyökérfelület nagyságának meghatározására szolgáló eljárás kifejlesztése és tesztelése, valamint becslési lehetőségek a talaj vízgazdálkodási tulajdonságainak jellemzésére.
Nős, felesége Végh Krisztina biológus. Három gyermekük született, Balázs (1977), Viola (1979) és Márton (1985).

## Díjai, elismerései
- Akadémiai Ifjúsági Díj (1978, 1985)
- Akadémiai Díj (1990)